# Warnsborn
Warnsborn is een landgoed gelegen in het noordwesten van Nederlandse gemeente Arnhem. Het ligt tussen de N224 (Amsterdamseweg) in het zuiden, de Schelmseweg en de Bakenbergseweg/Kemperbergweg in het oosten en de Harderwijkerweg in het westen. Het omvat de voormalige landgoederen Vijverberg, Hoog Erf en Laag Erf. Het landgoed is in bezit van Het Geldersch Landschap.

## Ontstaansgeschiedenis
Het gebied waarop park Warnsborn is ontstaan ligt op de stuwwal van de Veluwe ten noordwesten van het huidige Arnhem. Het gebied was al heel vroeg bewoond. Er zijn veel archeologische vondsten gedaan waaronder elf grafheuvels van ongeveer 4000 jaar oud.. De naam Warnsborn is afkomstig van de woorden ‘born’ of bron en ‘warn’ staat voor zuiver. De naam ‘Warnsborn’ betekent dus ‘zuivere of heldere bron’ en is waarschijnlijk net als de naam vijverberg ontleend aan de op het landgoed aanwezige bronnen of sprengen. Opvallend aan de beken die vanuit de sprengen lopen is dat zij niet afwateren naar de in het zuiden gelegen Nederrijn maar naar het noorden waar het water na een aantal vijvers en plassen verdwijnt in de zandige ondergrond.

## Eigenaren
De naam Warnsborn werd voor het eerst genoemd in 1428 toen het als heidegebied door hertog Arnold van Gelre in erfpacht werd uitgegeven aan Johan van Postel. In 1465 was het in bezit van Rykart van Bloylant. De naam Warnsborn had toen betrekking op het Hoog Erf, dat net als de Vijverberg in bezit was van het klooster Mariënborn. Het noordwestelijk daaraan grenzende Laag Erf was in bezit van het Agnietenconvent. In 1648 werden het Hoog Erf en het Laag Erf verkocht aan Everhard Everwijn, burgemeester van Arnhem. Vanaf die tijd wordt de naam Warnsborn gebruikt voor de twee erven samen.

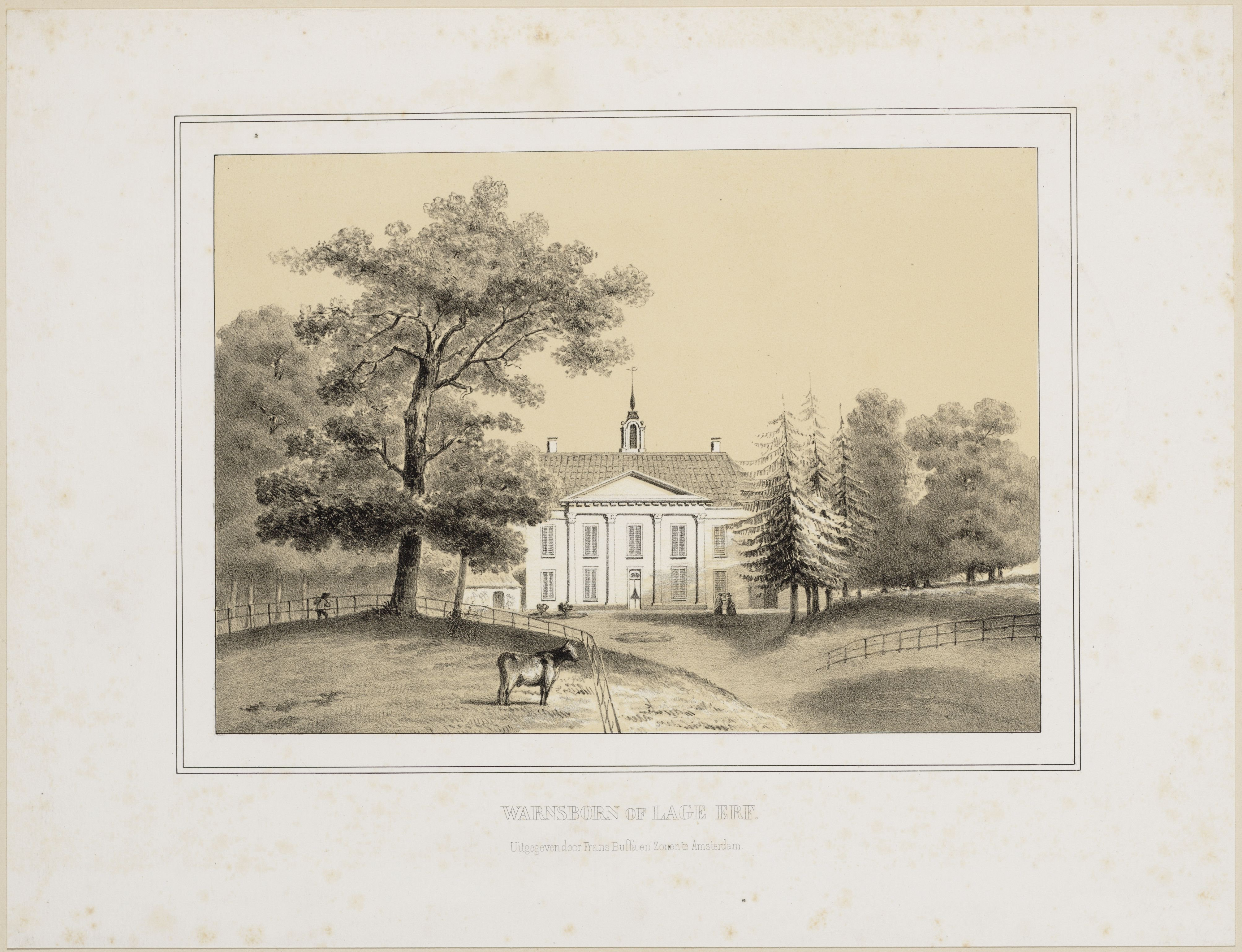
Warnsborn - Laag erf - Litho circa 1860

Begin achttiende eeuw werd het landgoed verkocht aan Johan van Hasselt en Catharina Engelen. In 1740 werd het vervolgens verkocht aan Everhard Wilbrenninck en Catharina Judith Bongart. Vervolgens kwam in 1817 het landgoed in handen van mr. J.N.W.A. baron van Hugenpoth tot Aerdt. En werd het daarna in 1827 werd het gekocht door mr. Willem baron Roëll, heer van Hazerswoude en directeur van De Nederlandsche Bank, die het neoclassicistische landhuis liet bouwen. Na zijn overlijden verkocht zijn weduwe Warnsborn aan de  gebroeders de Bruyn, drie suikerfabrikanten uit Amsterdam, die ook in bezit waren van de buitenplaats Hulkestein.
In 1870 werd Warnsborn getroffen door een bosbrand waarbij acht van de twaalf hectare bos verloren ging. In 1872 - 1873 werd het huis de Vijverberg gebouwd, waarschijnlijk als pachterswoning van Warnsborn.
In 1894 werd het Hoog Erf te koop aangeboden. De gemeente Arnhem wilde tot koop overgaan maar kreeg geen toestemming van de Gedeputeerde Staten van de Provincie Gelderland. Daarop werd Hoog Erf aangekocht door baron van Verschuer, een Arnhemse wethouder. Het Laag erf werd in 1896 verkocht. Er waren in die periode verschillende families eigenaar van het Laag erf. De terrassentuin werd rond 1900 aangelegd, maar tien jaar later gewijzigd naar ontwerp van Hendrik Copijn.
In 1916 werd Warnsborn (het Laag erf) verkocht aan de Amsterdamse koopman Marie Paul Voûte, die het in 1929 verkocht aan exploitatiemaatschappij Thorhem uit Doorn.  Thorhem had begin twintigste eeuw ook de Vijverberg weten te kopen met het idee beide gebieden te verkavelen tot een villaterrein. Stichting Het Geldersch Landschap, opgericht in 1929, tekende hier verzet tegen aan wat er uiteindelijk toe leidde dat de stichting, met behulp van Rijk, provincie en gemeente, het Laag erf, de Vijverberg en Lichtenbeek (een aangrenzend landgoed) kon aankopen. Toen in 1944 barones van Verschuer (vrouw van de wethouder) overleed werd het Hoog Erf nagelaten aan Het Geldersch Landschap waardoor drie delen weer verenigd werden.

Nadien waren sinds 1970 vervolgens ENKA, AKZO, de Clingendaelgroep en Crest Hotels eigenaar. Sinds 1996 is het hotel-restaurant Groot Warnsborn in het bezit van de familie De Vries. 
Aan de oprijlaan naar het huis staat een replica van het bronzen borstbeeld van mr. S. baron van Heemstra (1879-1960). Hij was commissaris van de koning in Gelderland en oprichter van de Stichting het Geldersch landschap.

## Gebouwen en bouwwerken
Het 19e-eeuwse neoclassicistische landhuis, dat in 1932 een hotel geworden was en tijdens de Tweede Wereldoorlog door de Duitsers was bezet, brandde in 1945 geheel af. Het werd in 1950 vervangen door het huidige hotel Groot Warnsborn (in 1958 werd de kapel bij het hotel betrokken). De oranjerie is rond 1800 gebouwd bij het  landhuis. Het bestaat uit een binnenruimte met aan weerszijden een druiven- en een orchideeënkas. Bij de restauratie in 2001 is het oorspronkelijke interieur hersteld alsmede de tuinen en kassen.  De oranjerie is met een aantal andere objecten opgenomen in het register van rijksmonumenten. Een archeologisch rijksmonument op het landgoed bestaat uit elf grafheuvels uit het neolithicum en/of de bronstijd.

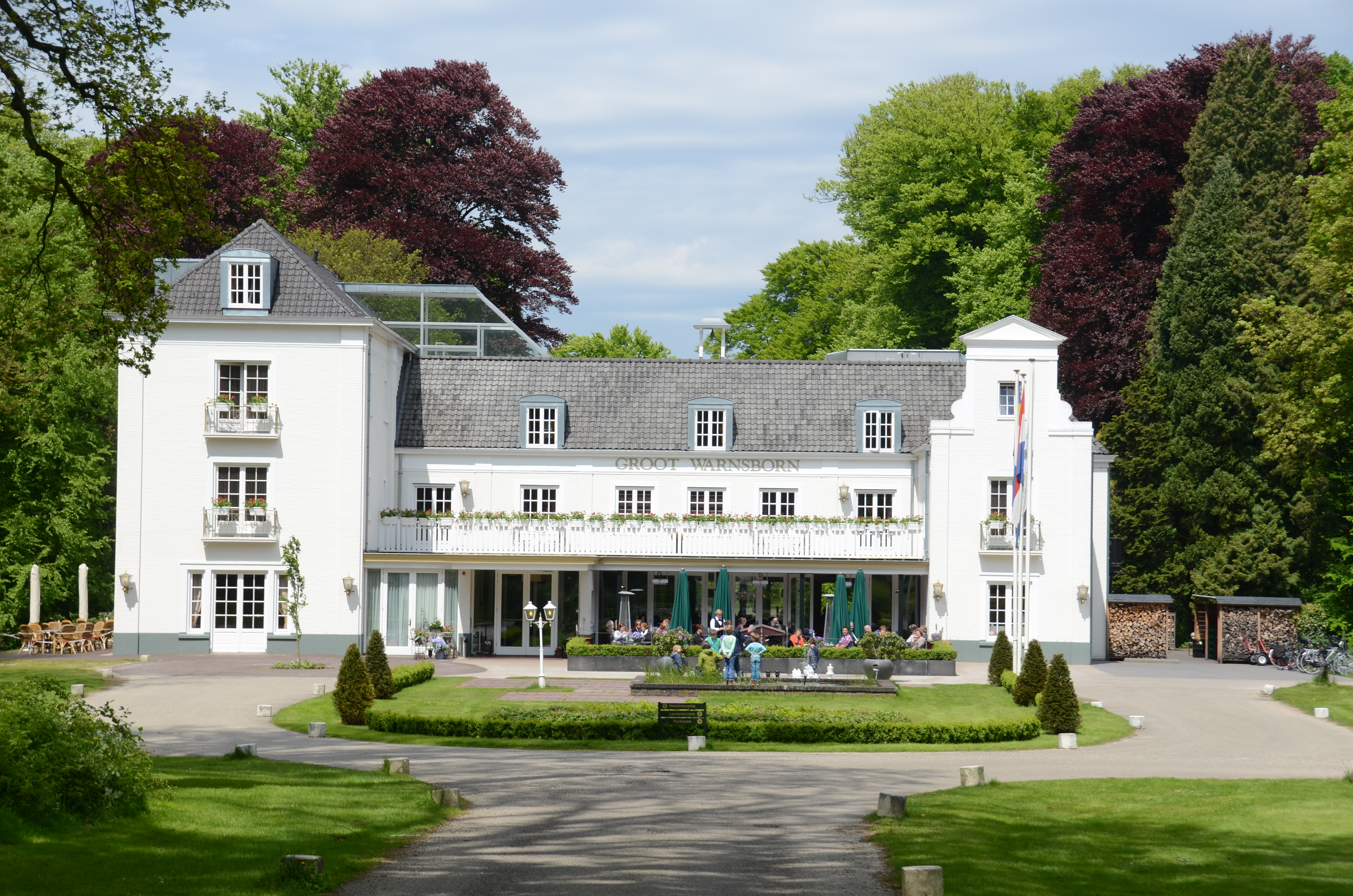
Landhuis Groot Warnsborn
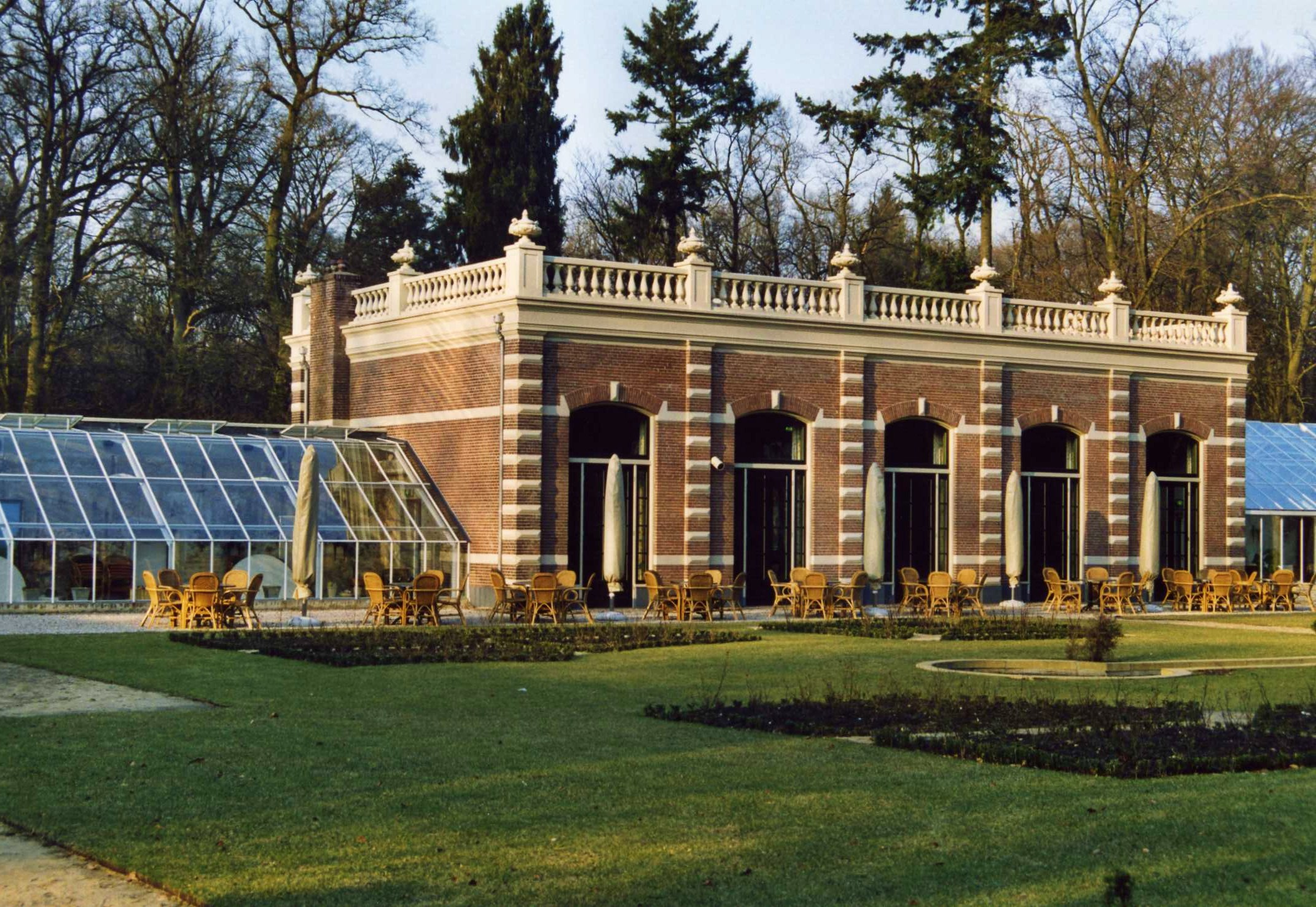
Warnsborn oranjerie (1876)
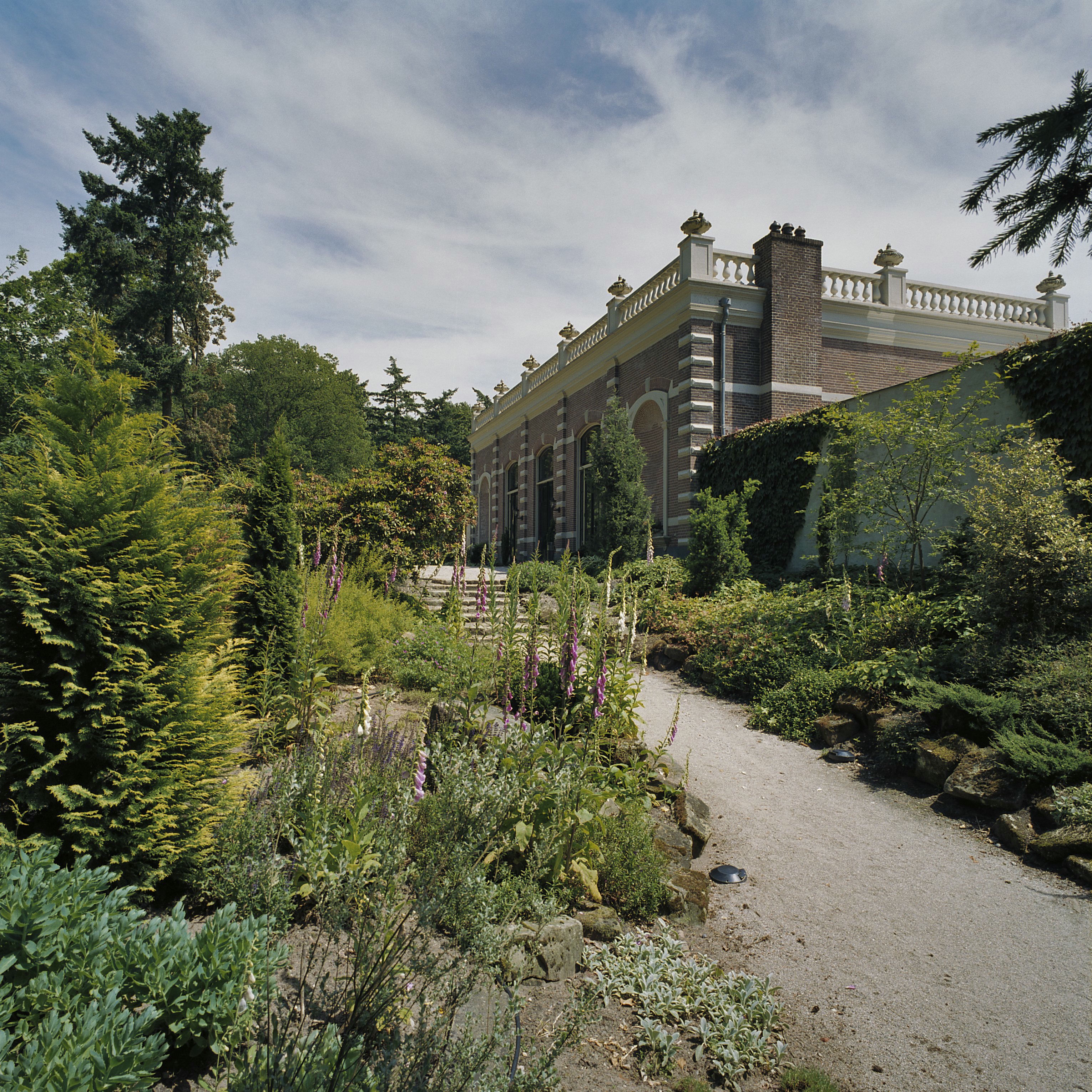
Tuin bij de oranjerie
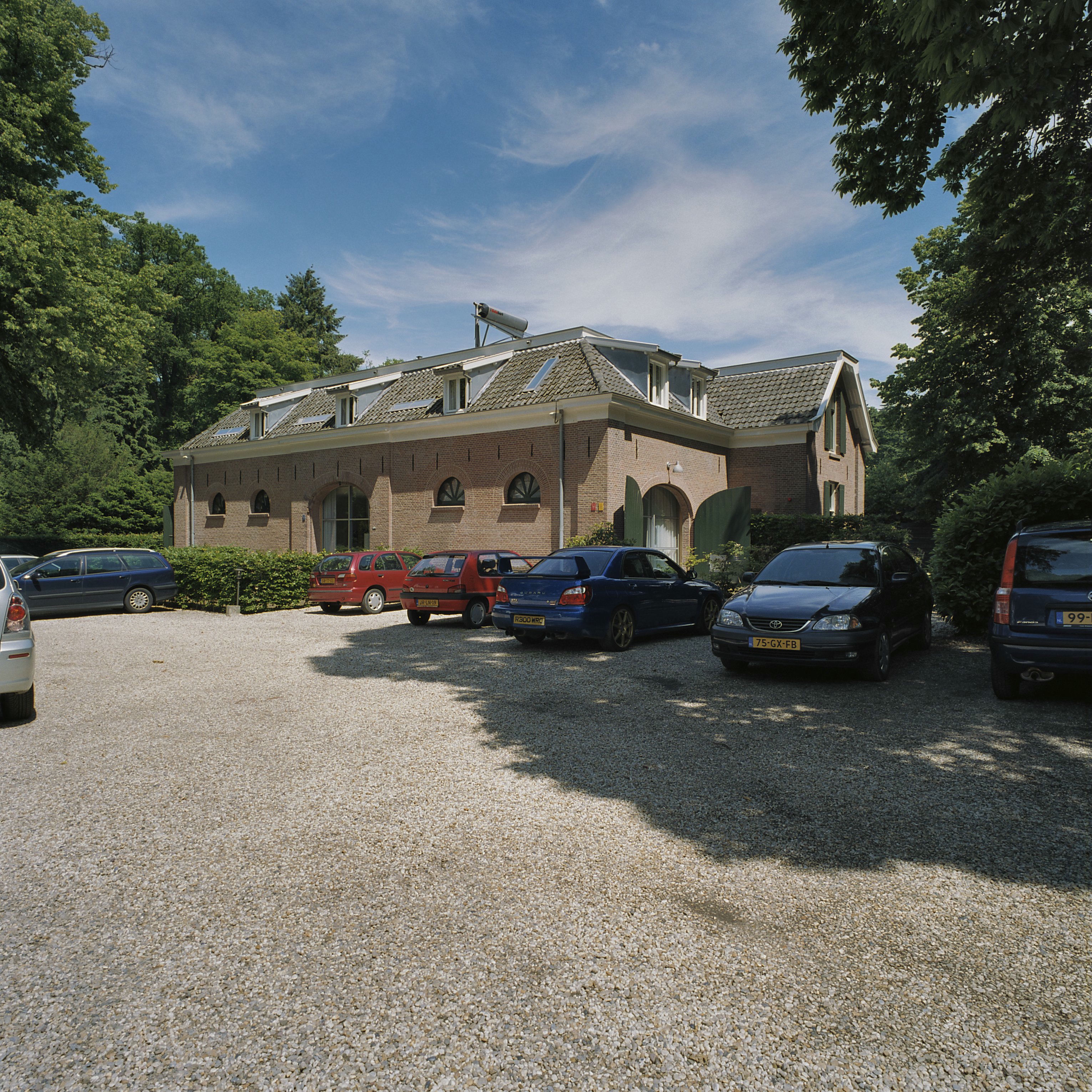
Voormalig koetshuis (1847)
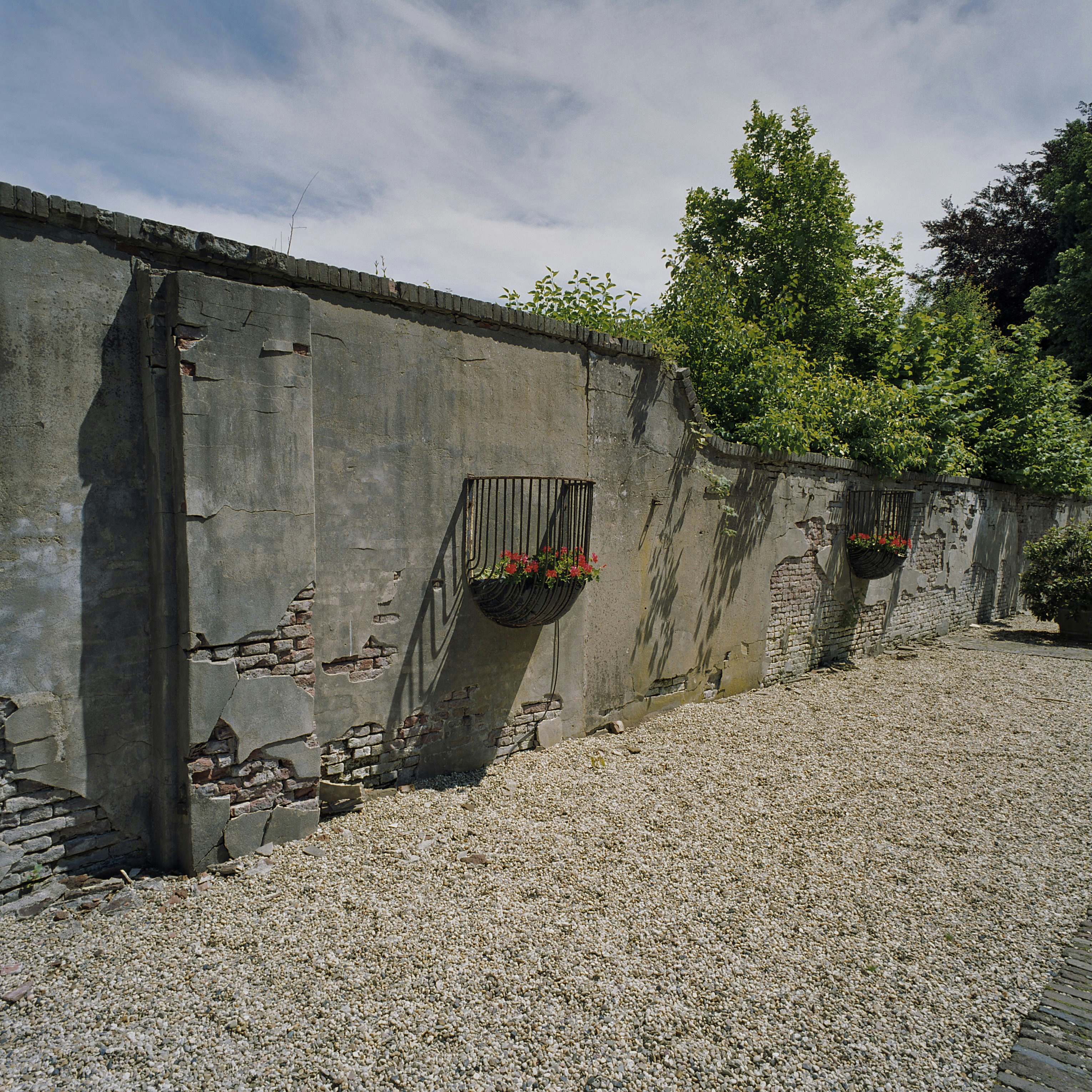
Muur bij koetshuis
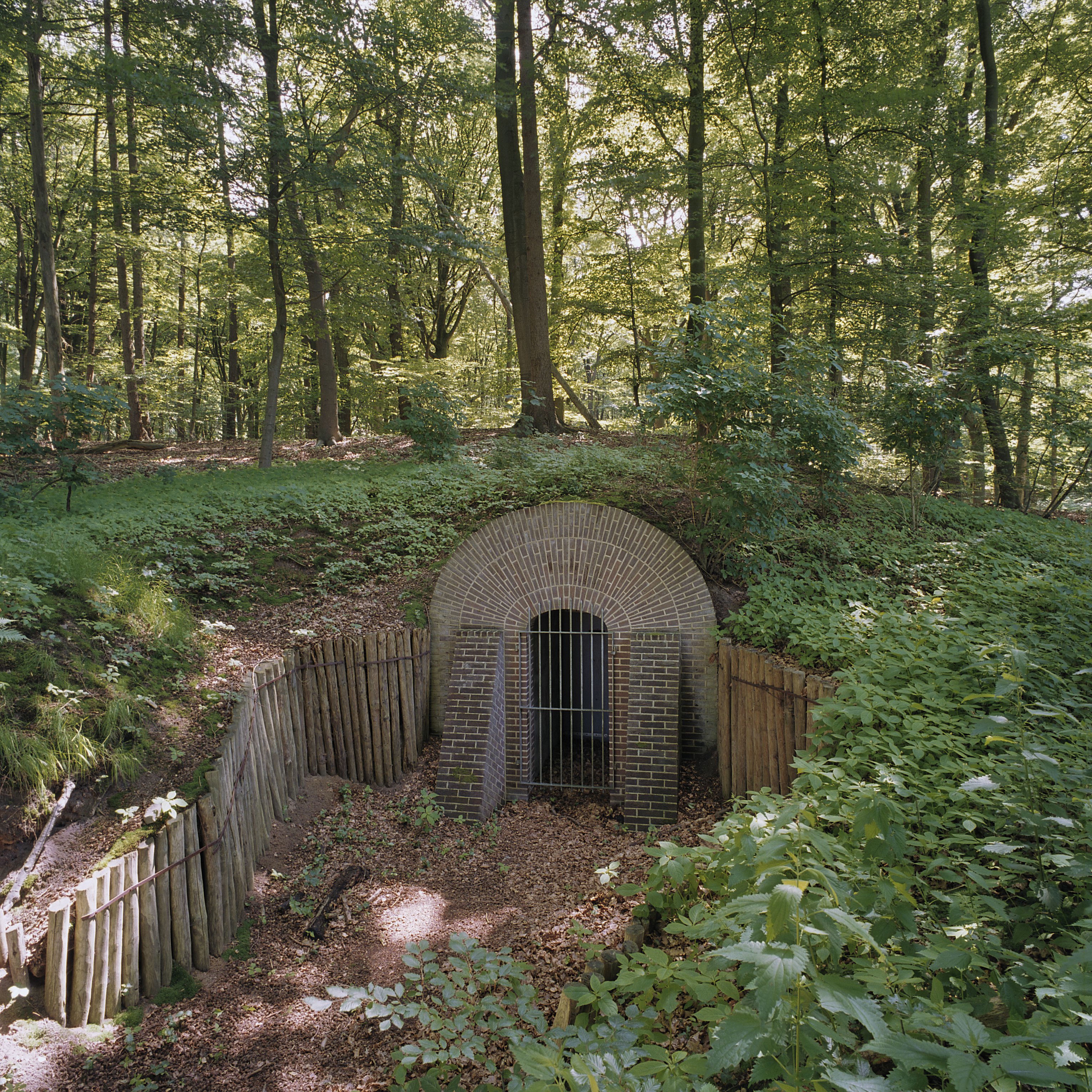
IJskelder (1830)
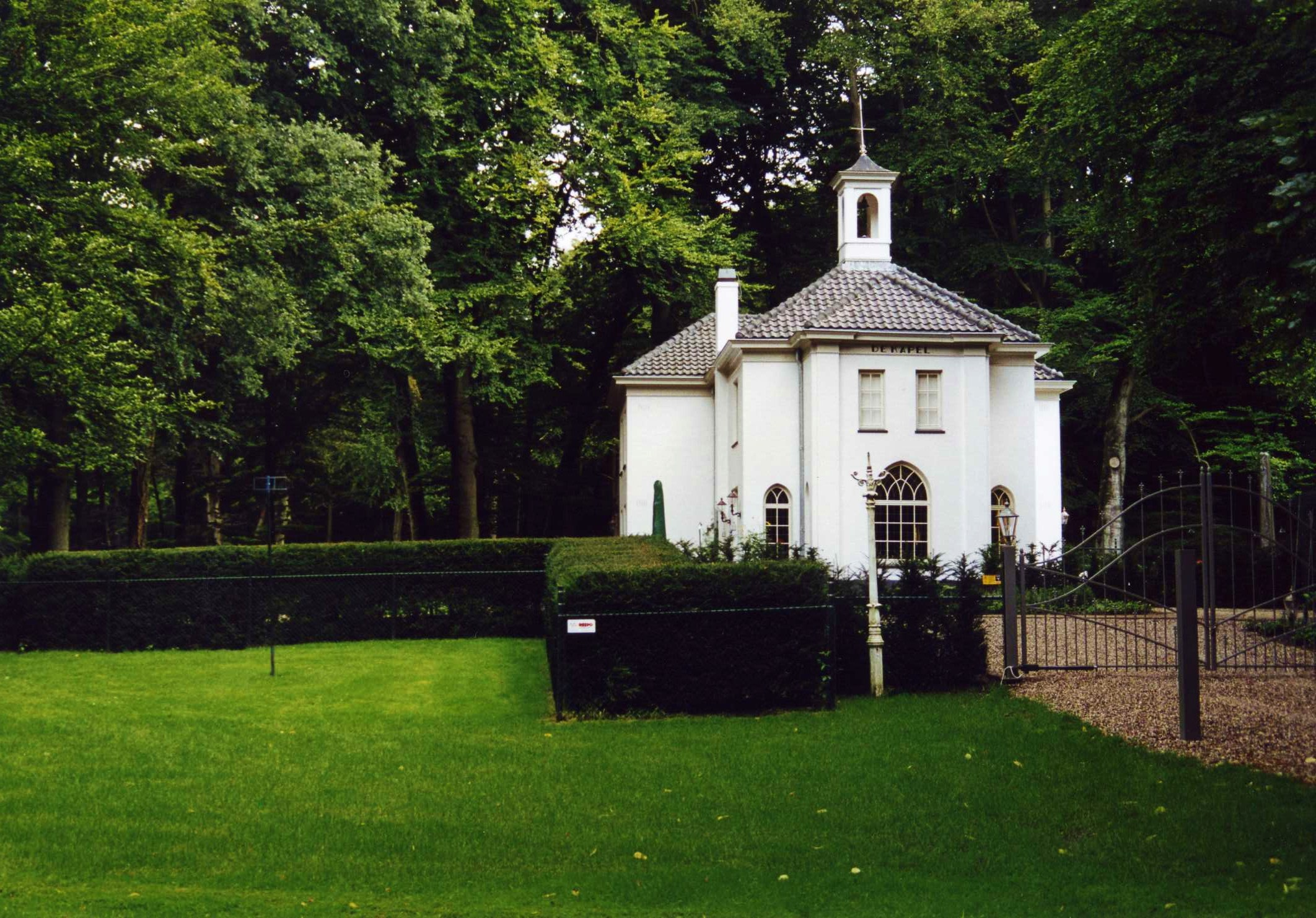
Kapel (folly, eind 19de eeuw)
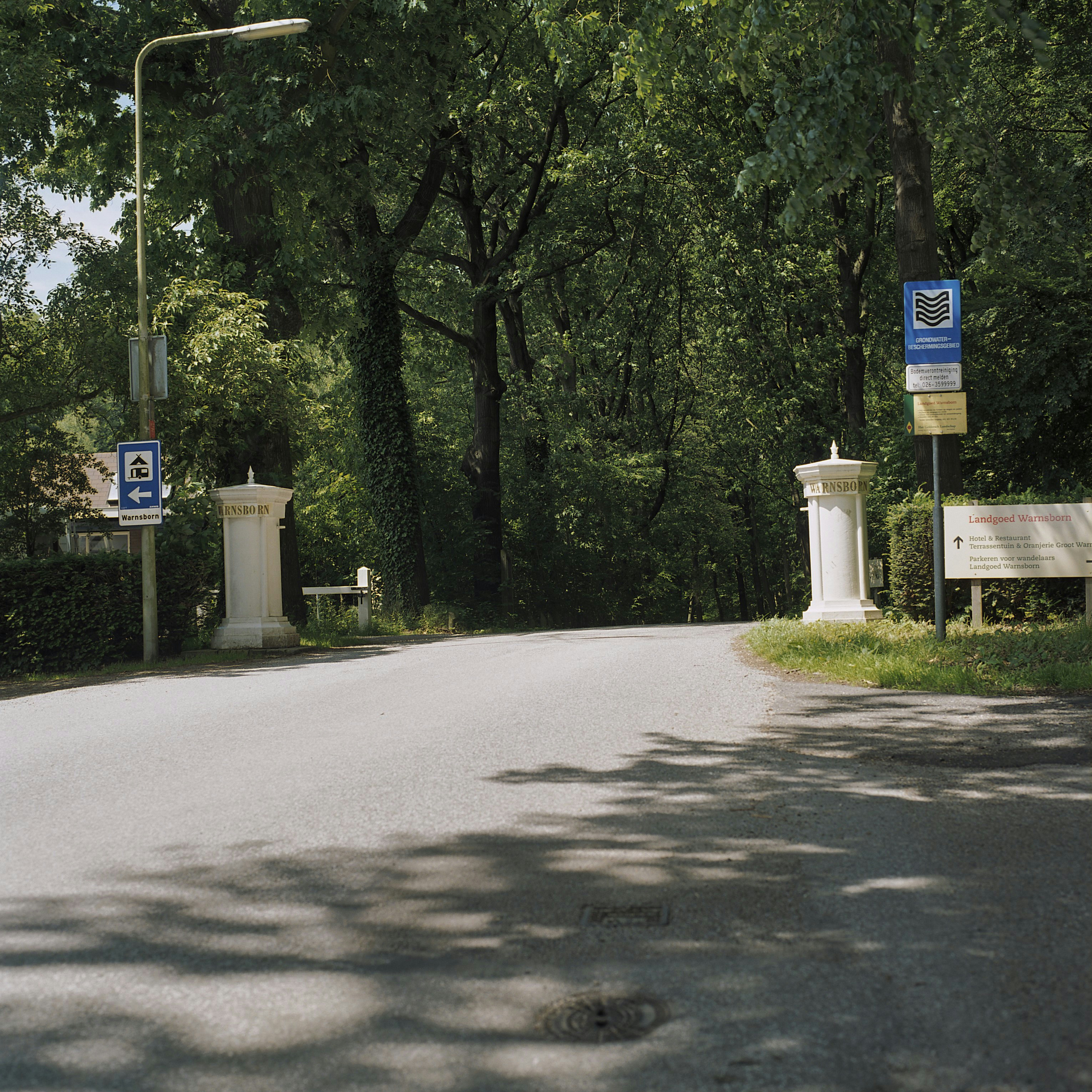
Hekpalen (1870)
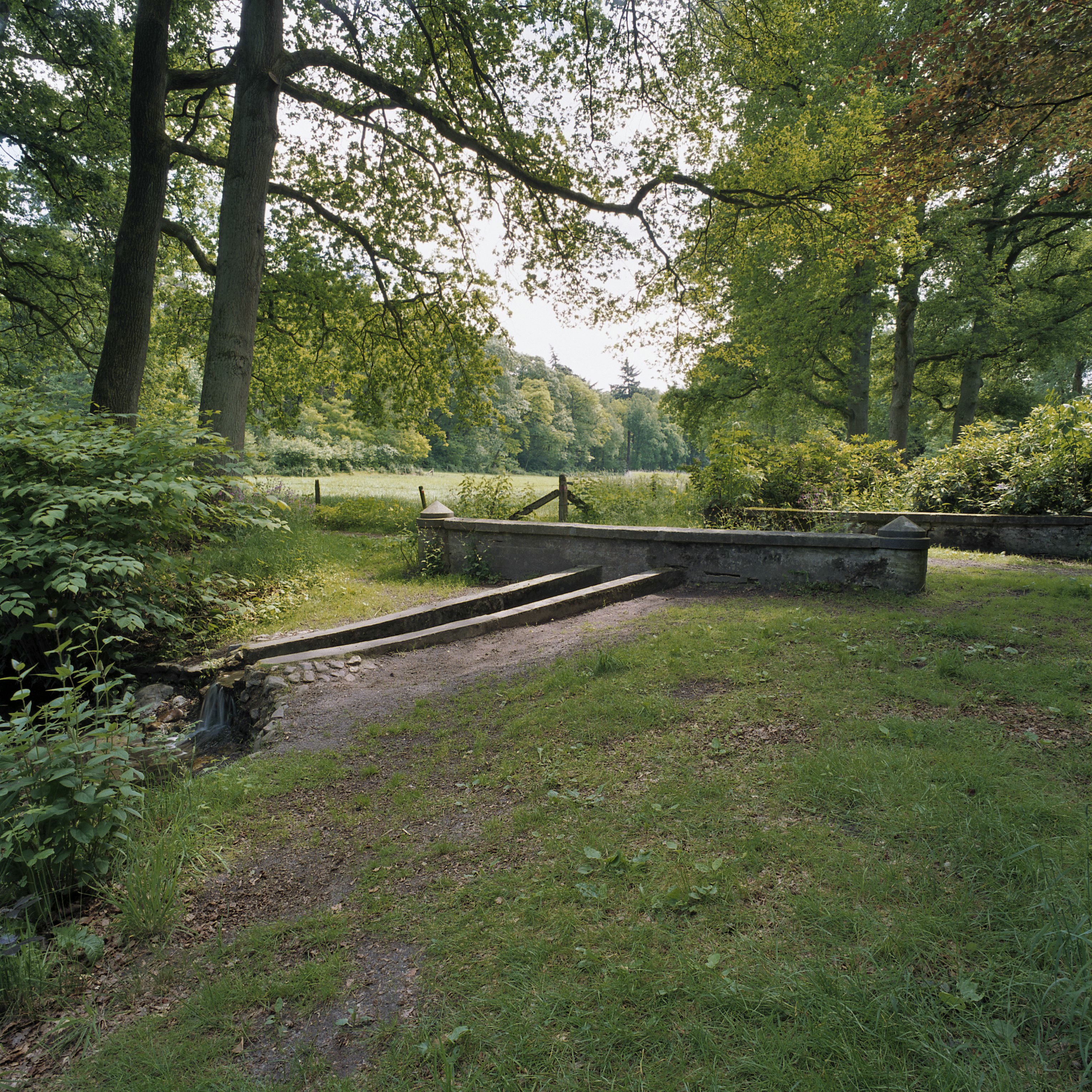
Brug
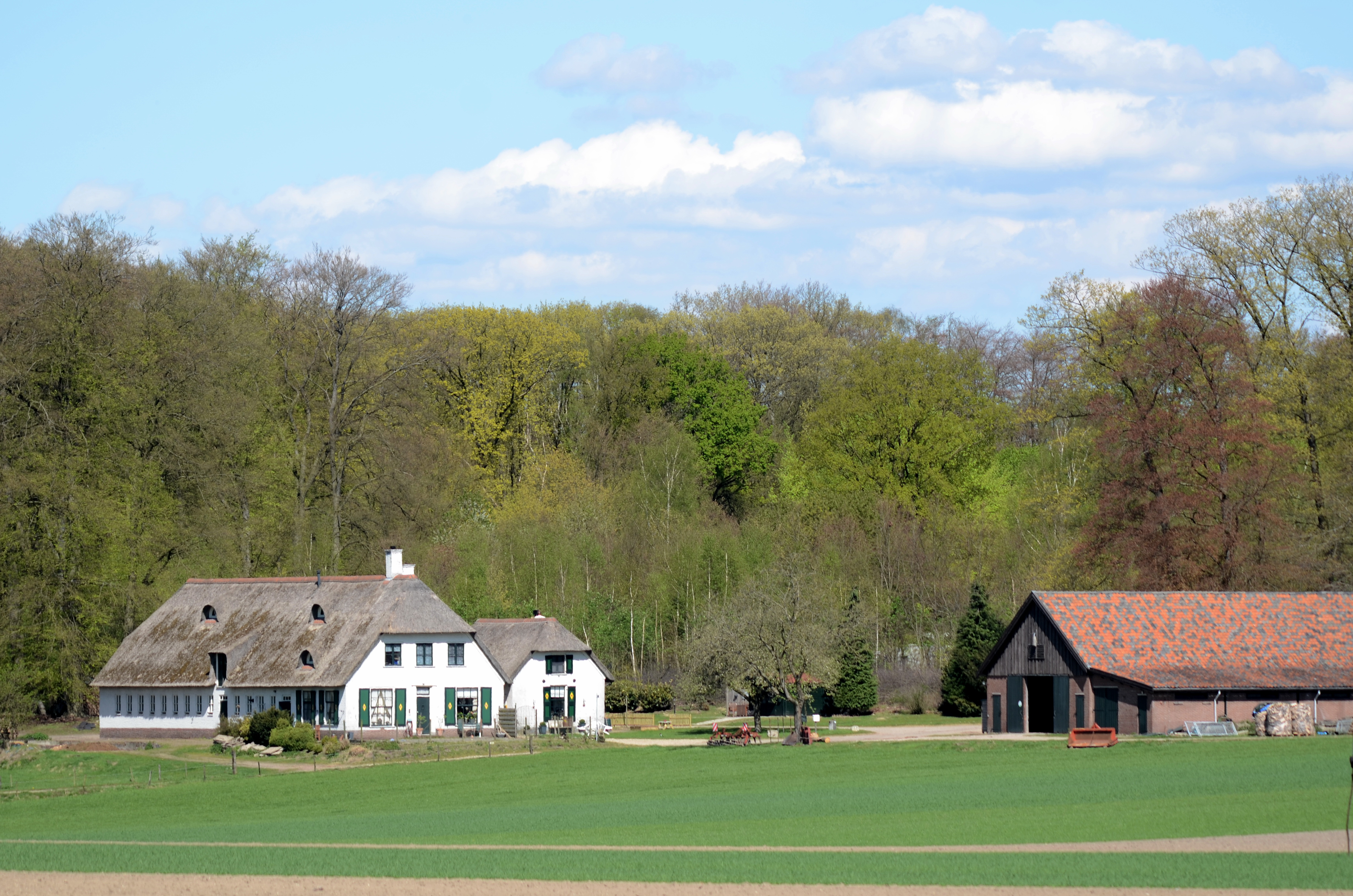
Boerderij 'Het Hoog Erf'
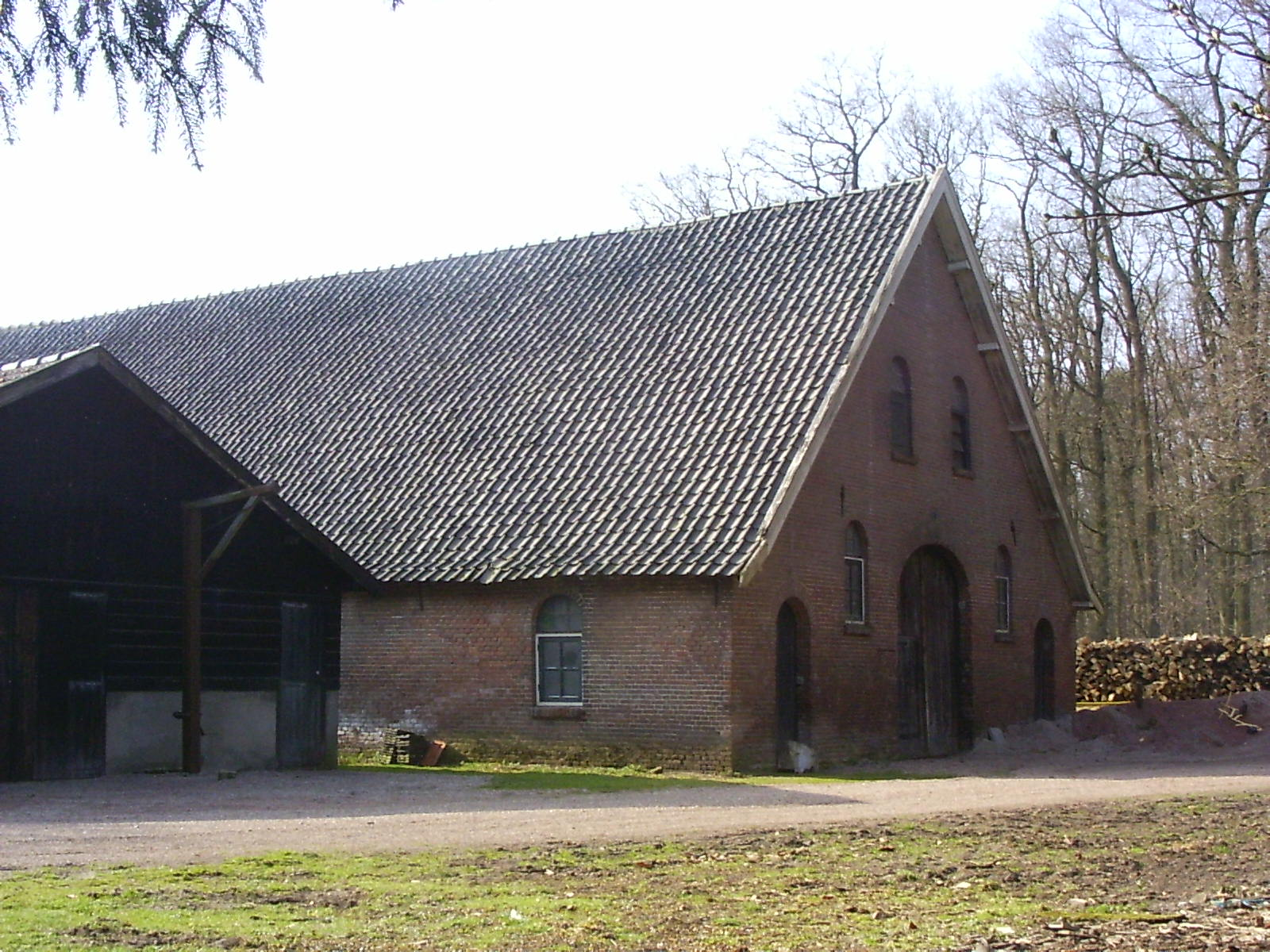
Schuur bij boerderij de Groote Kweek
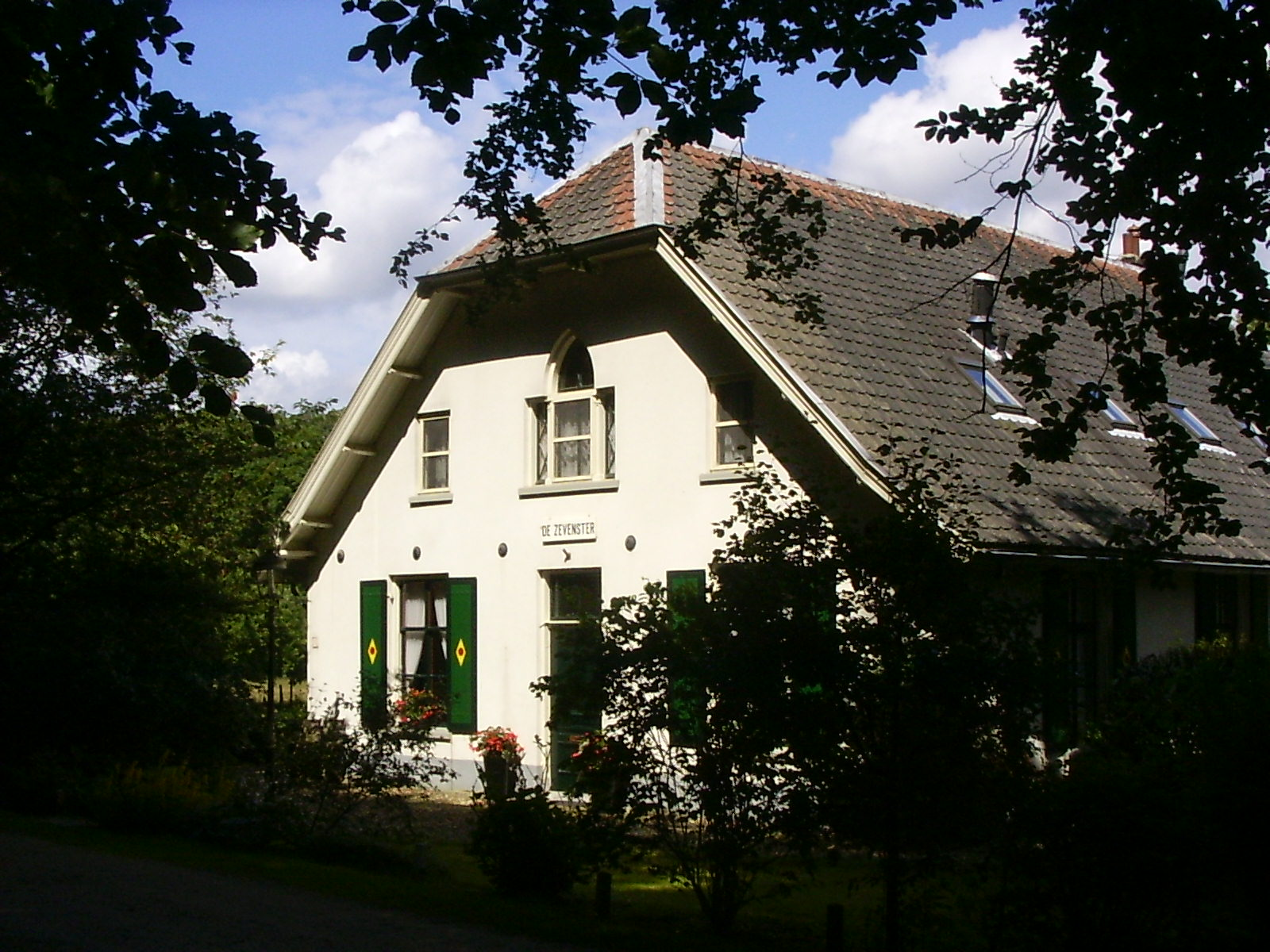
Boerderij Zevenster
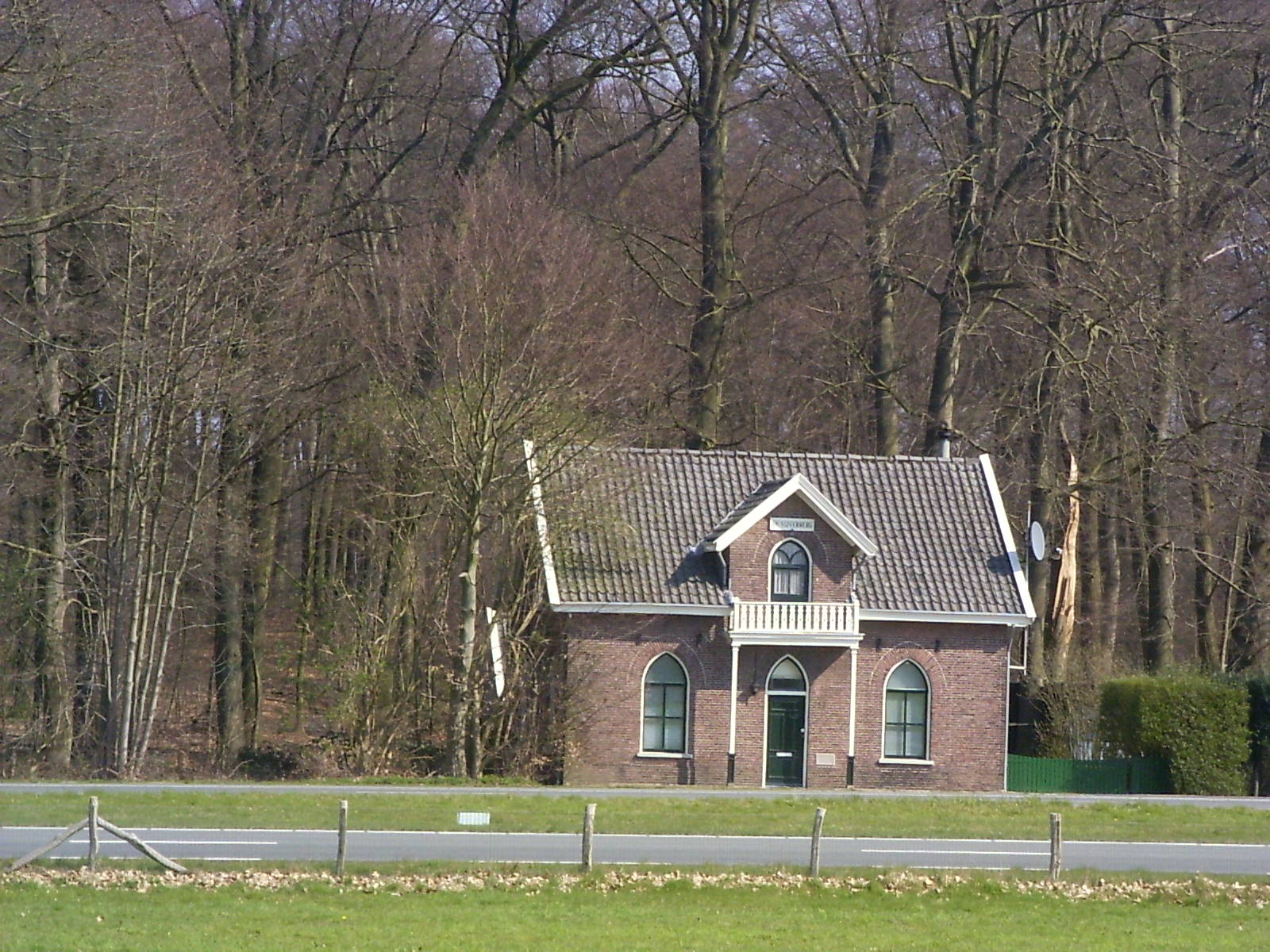
Boerderij de Vijverberg

## Flora en fauna
Ook het park is onderdeel het rijksmonumentencomplex Warnsborn. Het omvat een 19e-eeuws landschapspark grotendeels over een 18de-eeuws ontginningsstructuur. In het afwisselend natte en droge gebied komt een opvallend bosflora voor. Rond het huis zijn verschillende stinsenplanten te vinden, met soorten als dalkruid, witte klaverzuring en lelietje-van-dalen. Langs en in de sprengen en beken staan oeverzegge, klimopwaterranonkel, waterdrieblad en duizendknoopfonteinkruid. 
In de omgeving van de waterpartijen leeft een populatie ringslangen. Ook onder meer ijsvogel en grote gele kwikstaart worden er aangetroffen. Een kleine groep mandarijneenden heeft zich op het landgoed gevestigd.
In de holle bomen op het landgoed komen veel rosse vleermuizen voor. In de ijskelder op het landgoed overwinteren jaarlijks ongeveer 95 vleermuizen. Daaronder zijn zeldzame soorten als de franjestaart en de vale vleermuis.
In de vijvers komt de laatste populatie van Europese rivierkreeft van Nederland voor. Er loopt met deze bedreigde soort een kweekprogramma, ze wordt op geschikt geachte plaatsen in de omgeving uitgezet.

## Afbeeldingen

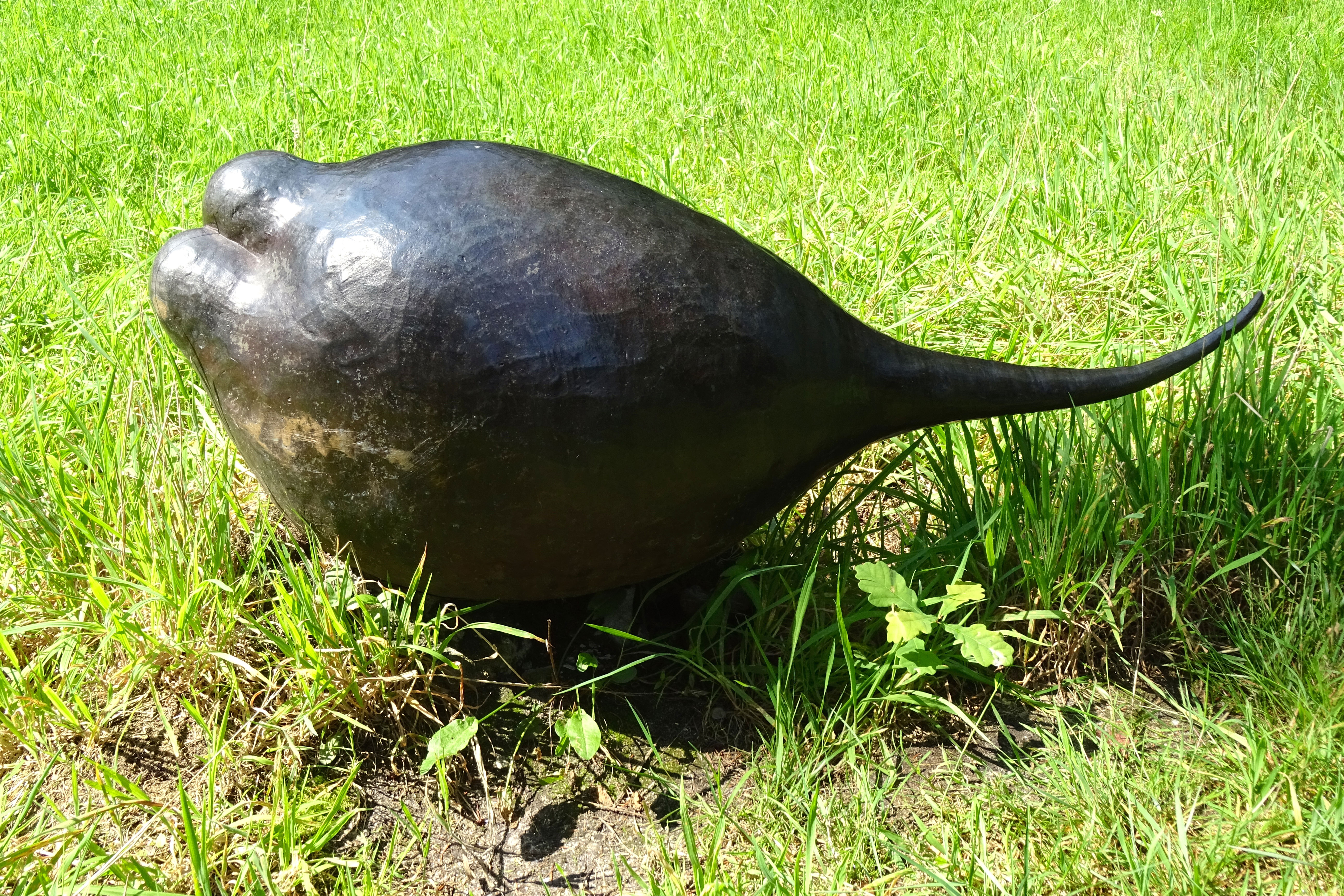
Kunstwerk Zinnevruchten (detail)
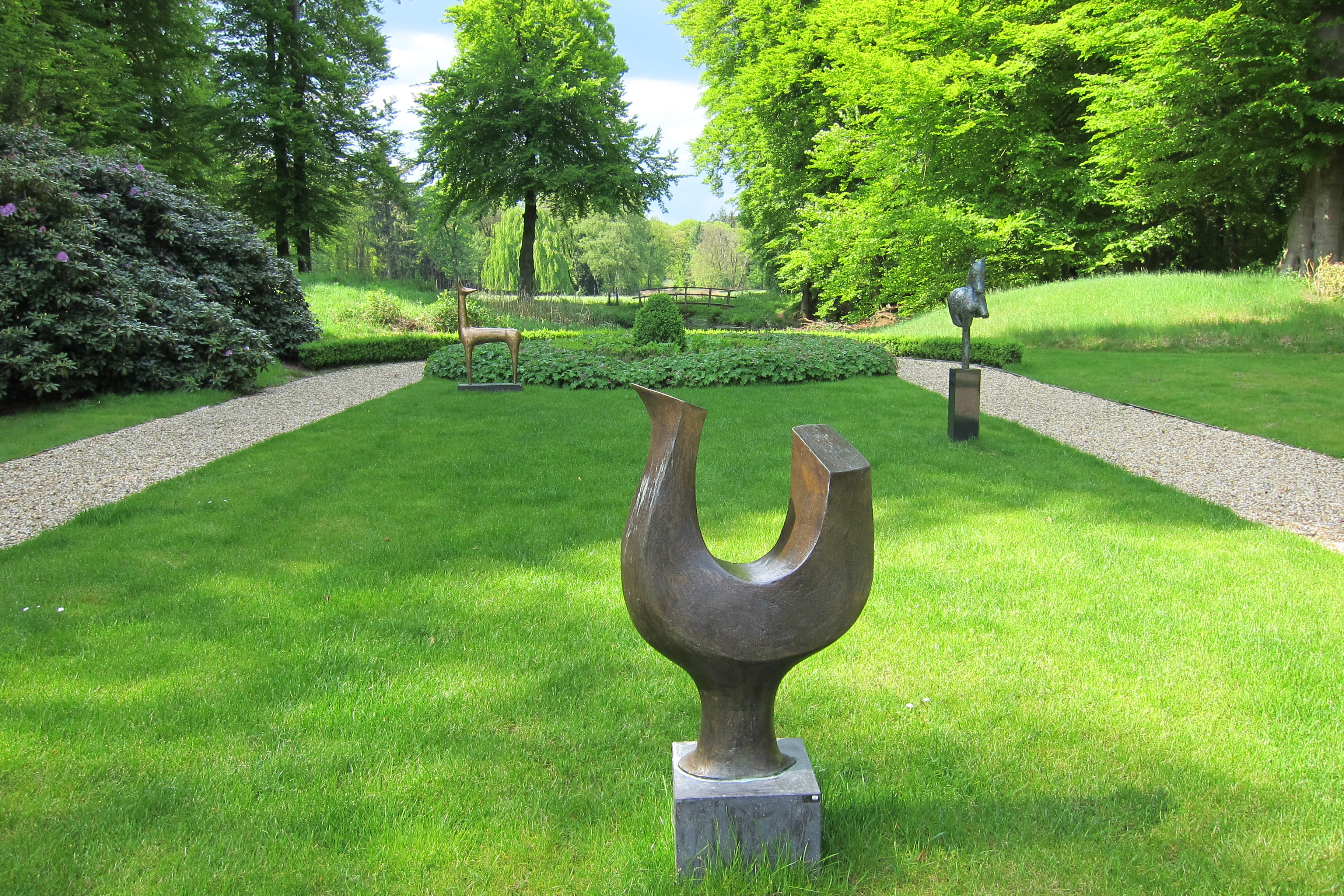
kunstwerken in de tuin van Groot Warnsborn
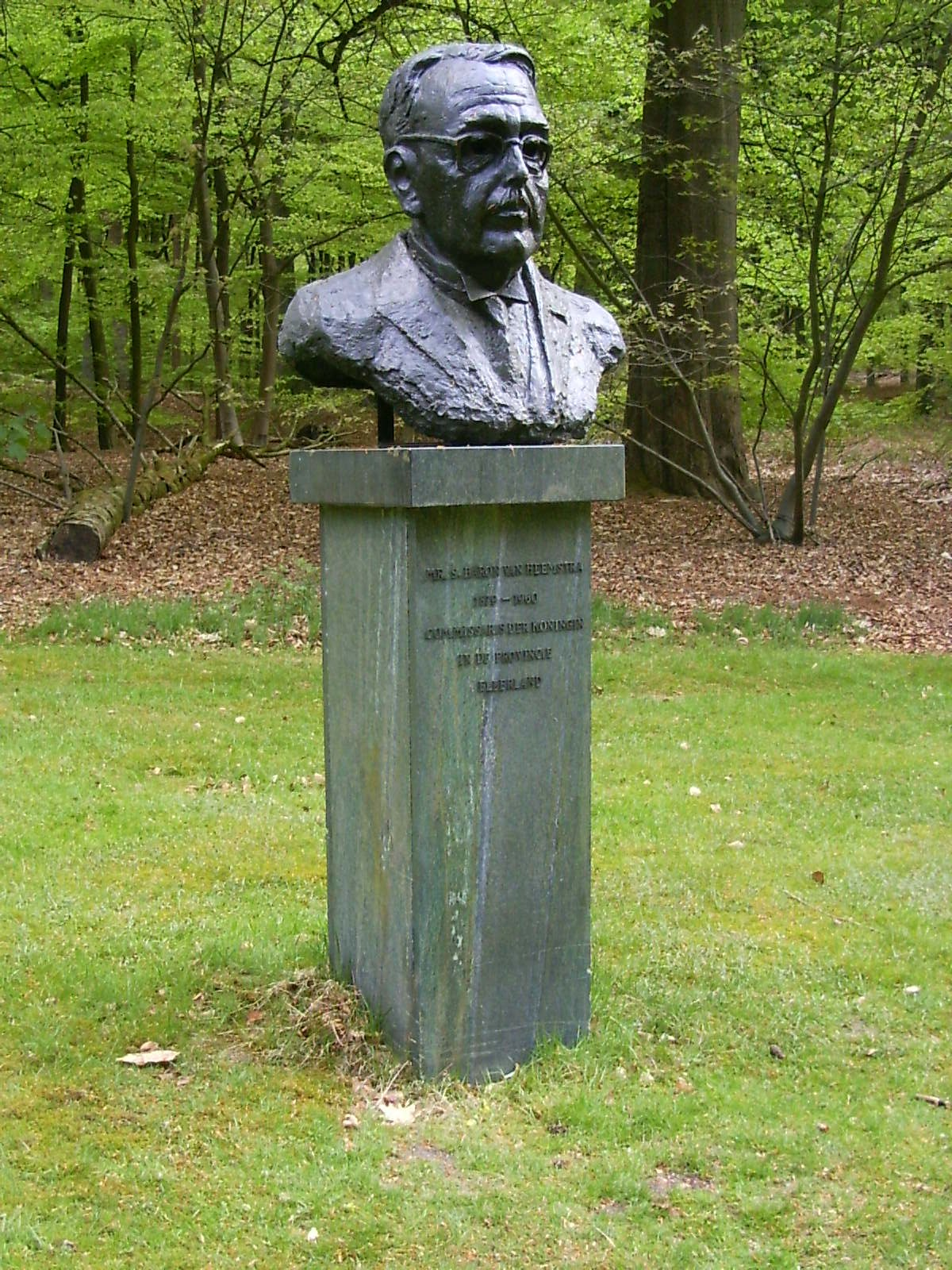
mr. S. baron van Heemstra
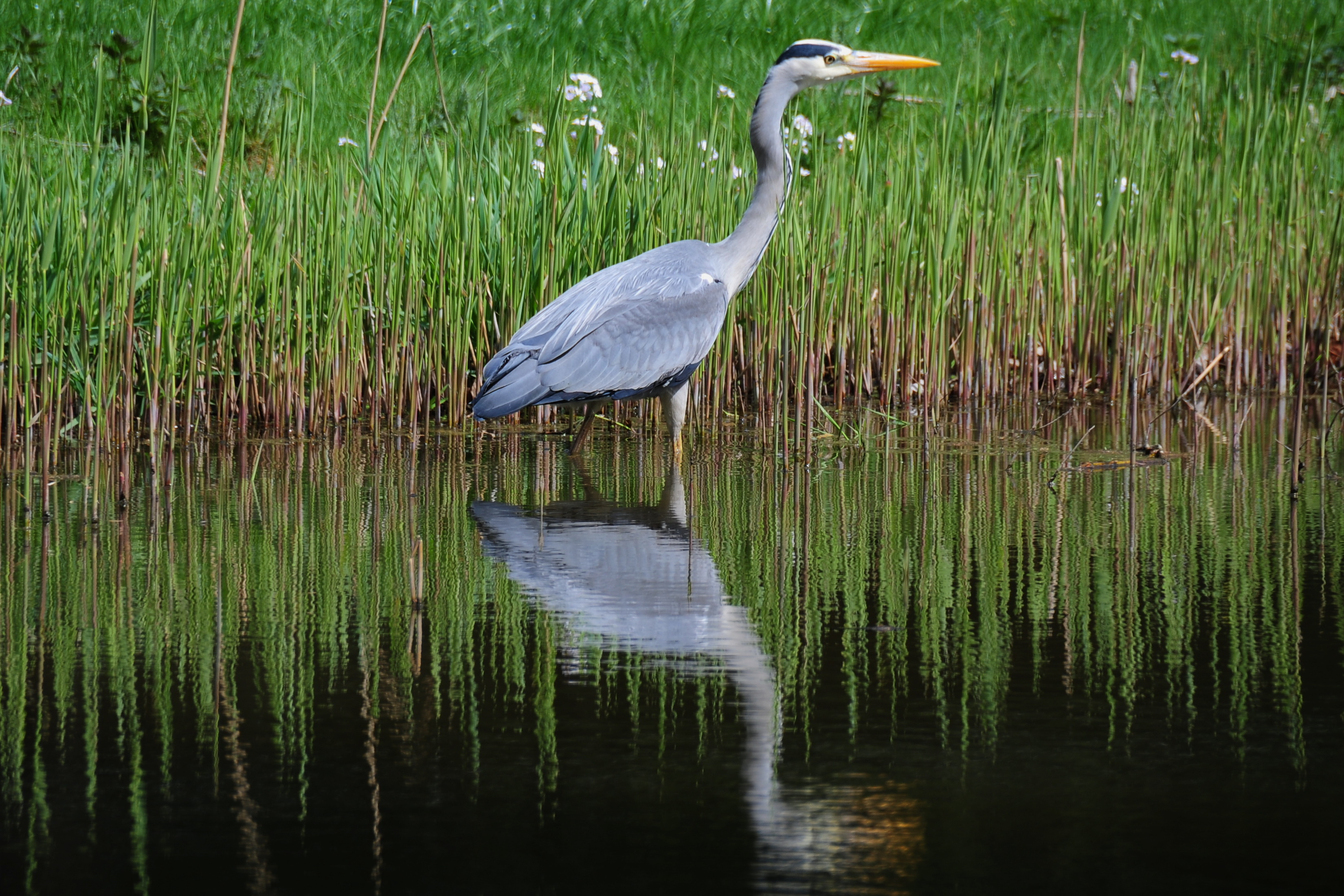
Blauwe reiger in de vijver bij Groot Warnsborn
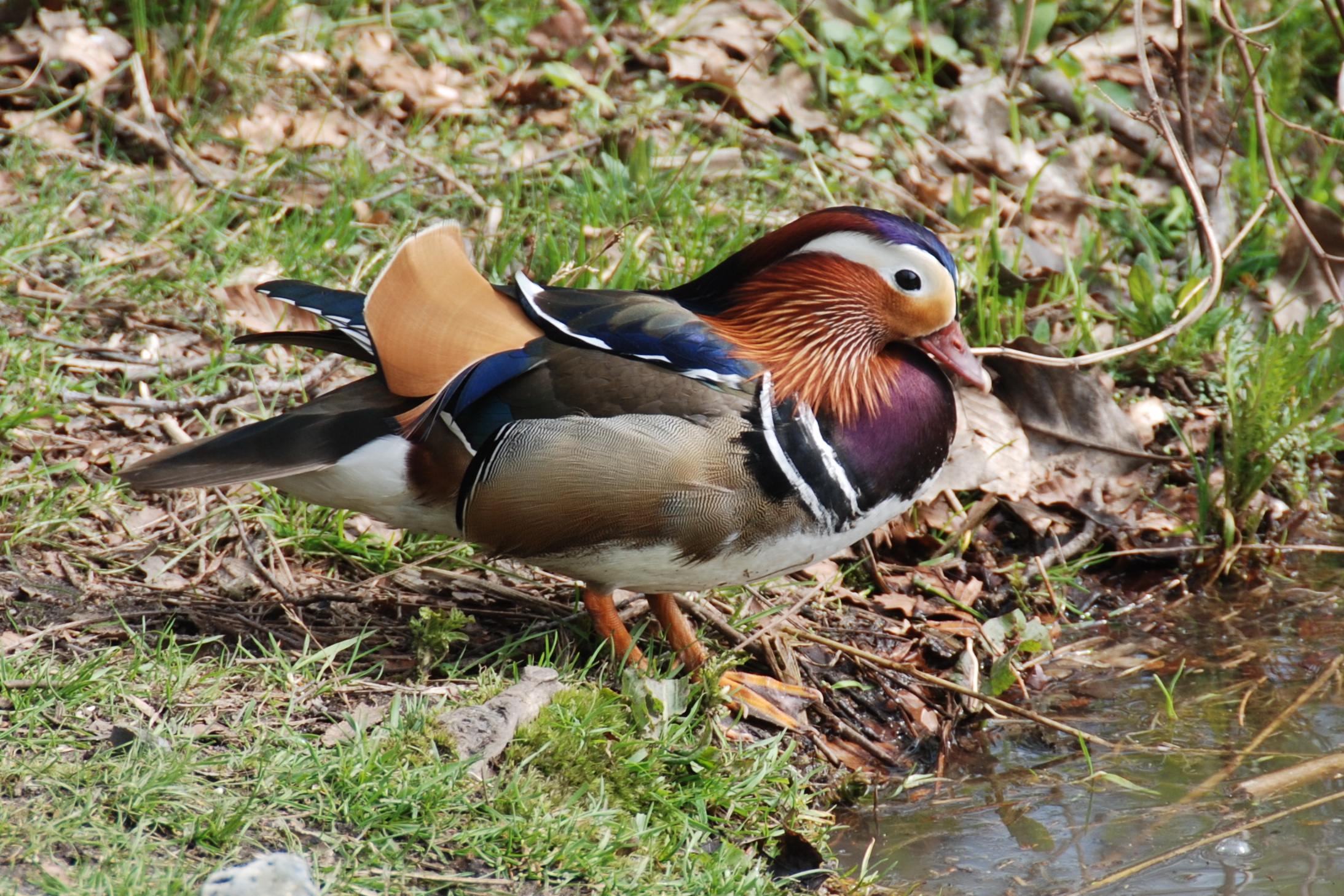
Mandarijneend
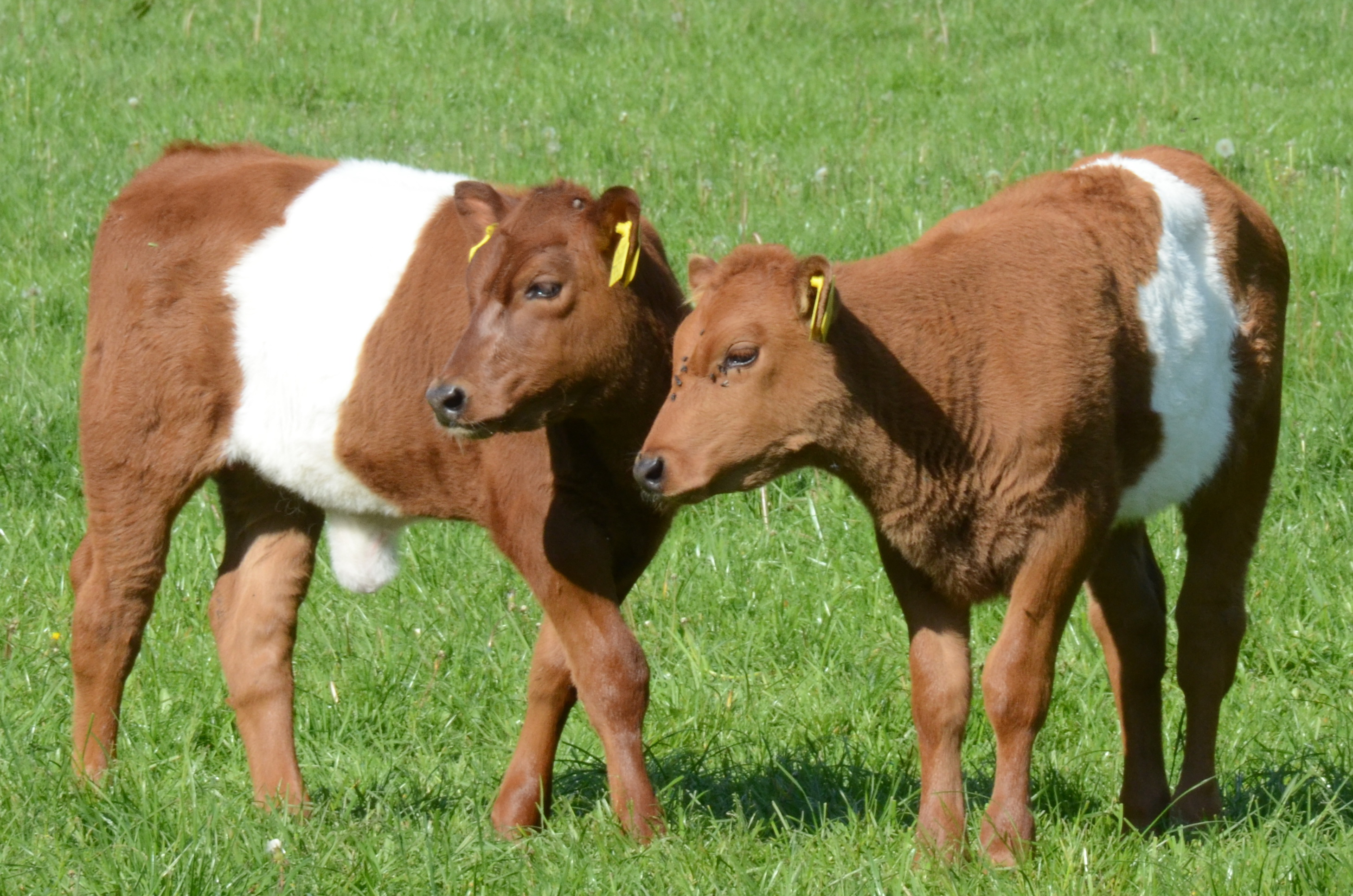
Jonge Lakenvelders
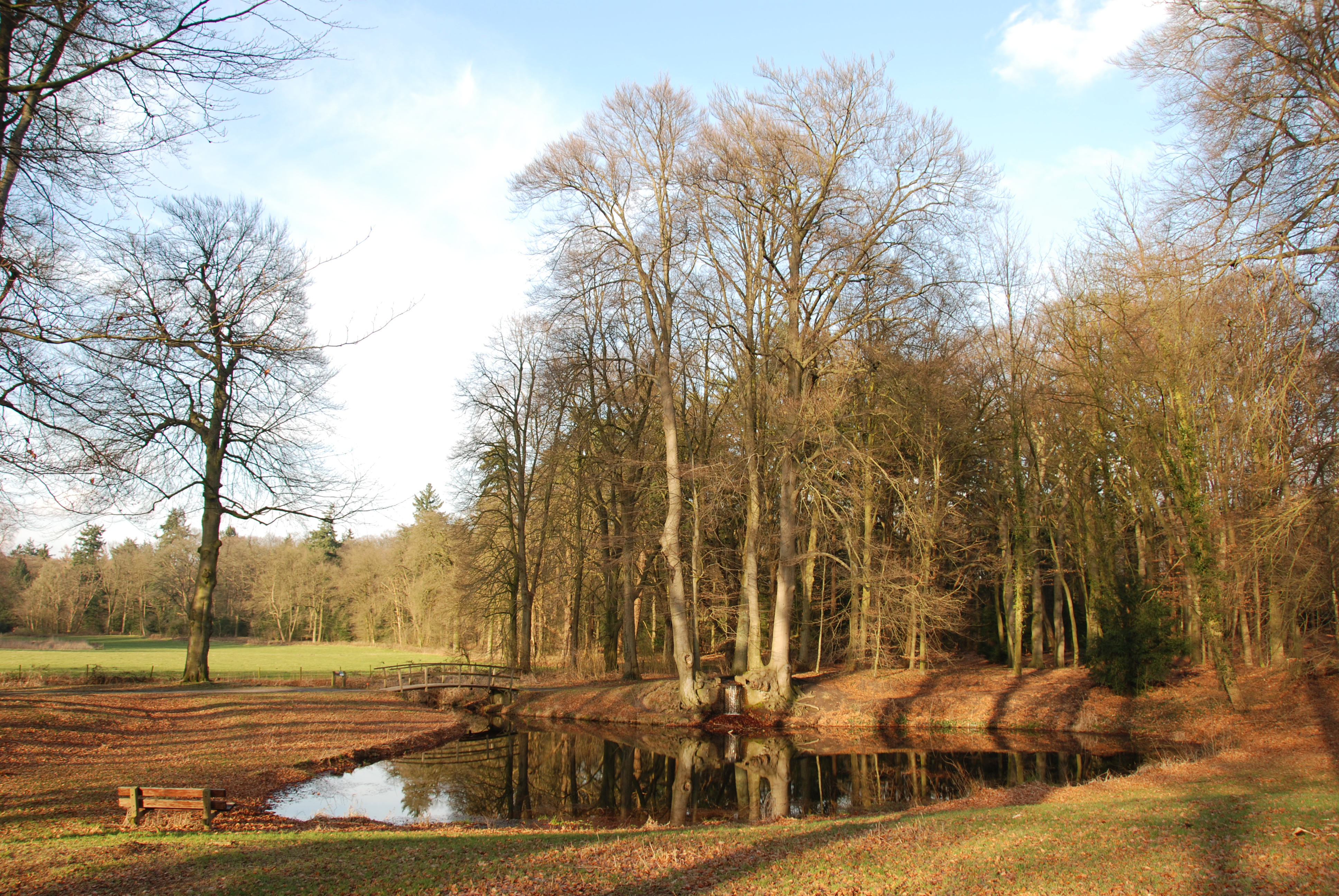
Vijver met waterval
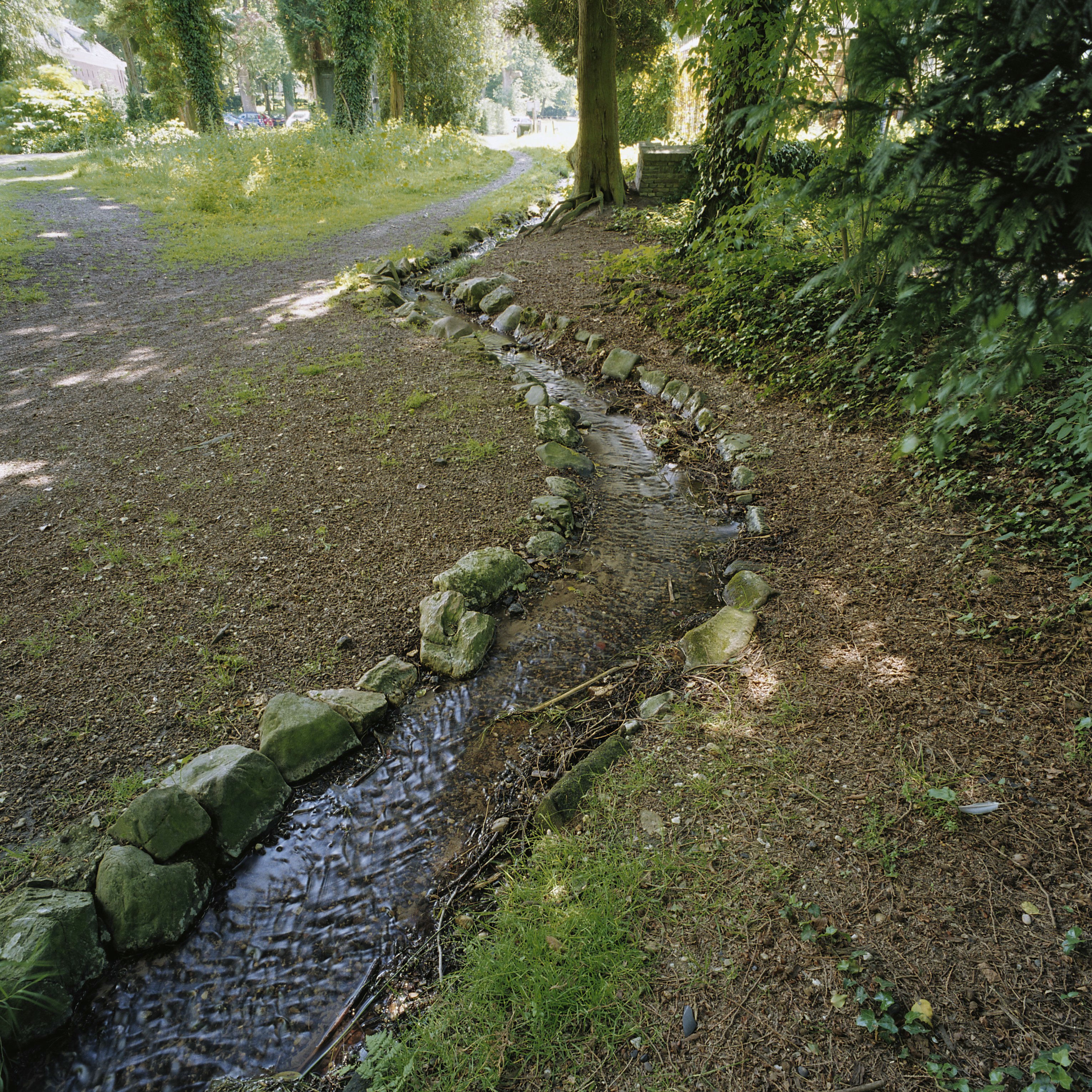
Cascade
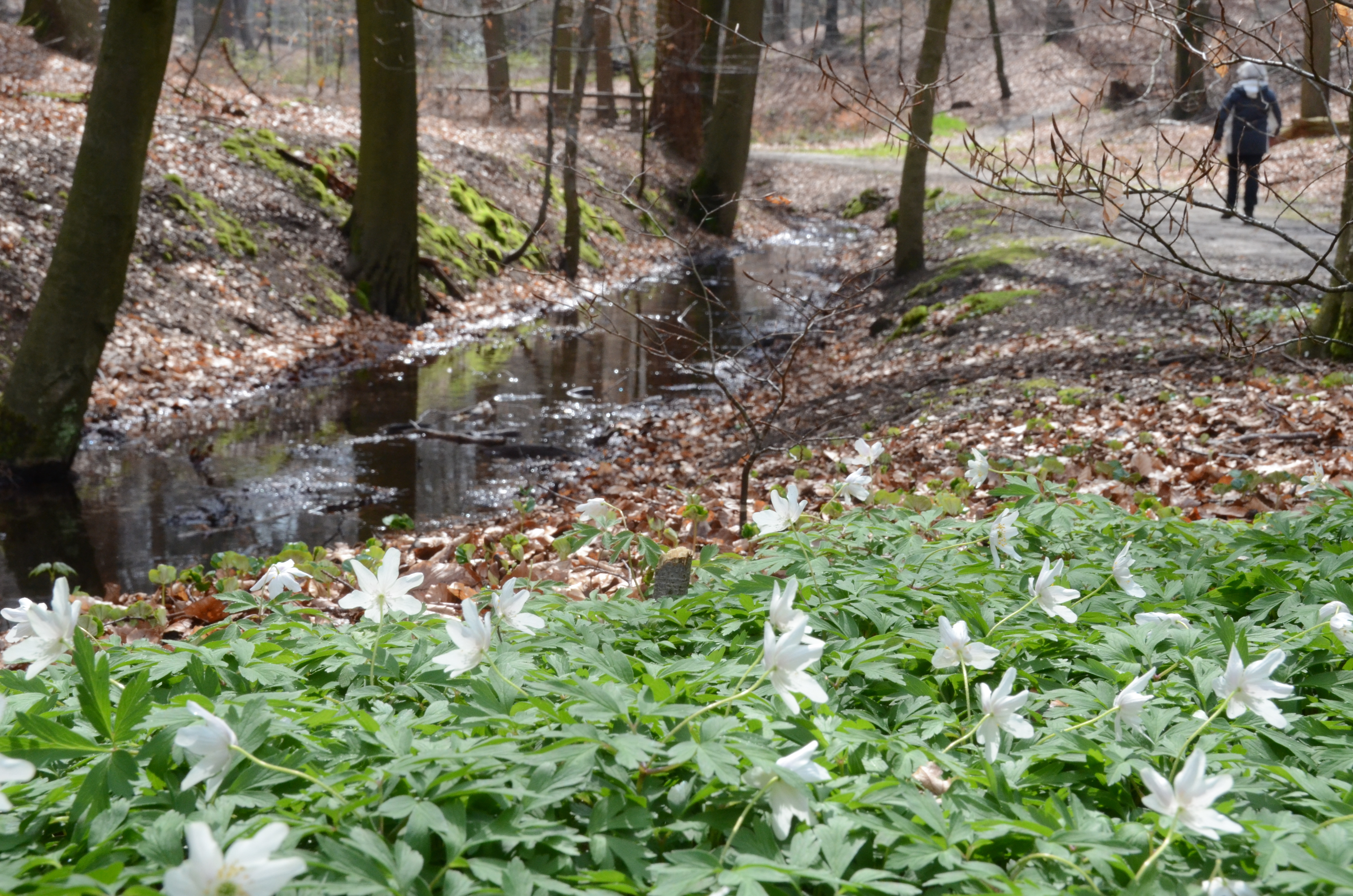
Wilde anemonen langs de beek
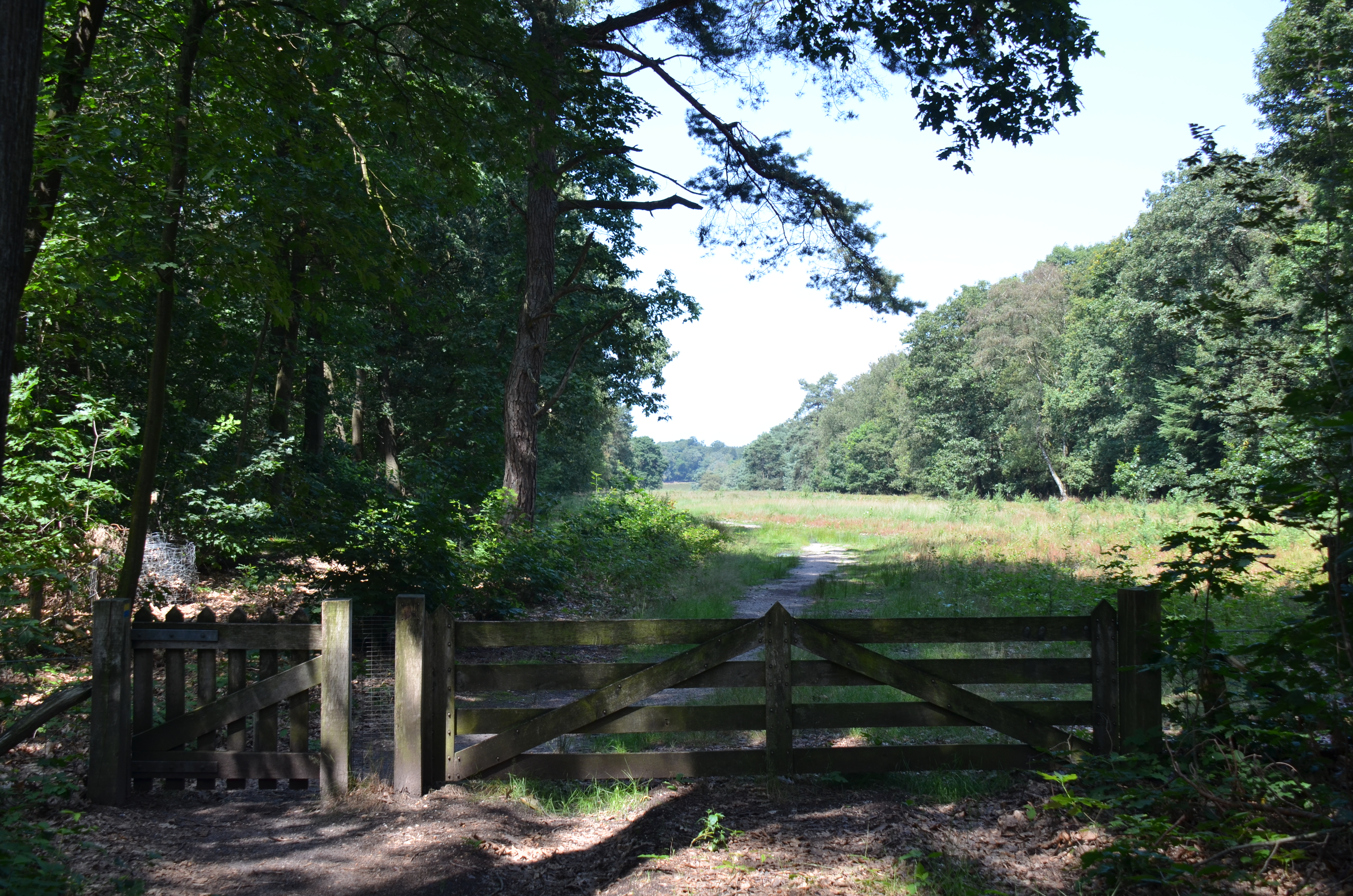
Langgerekt heideveld met schaapsdrift op de Vijverberg
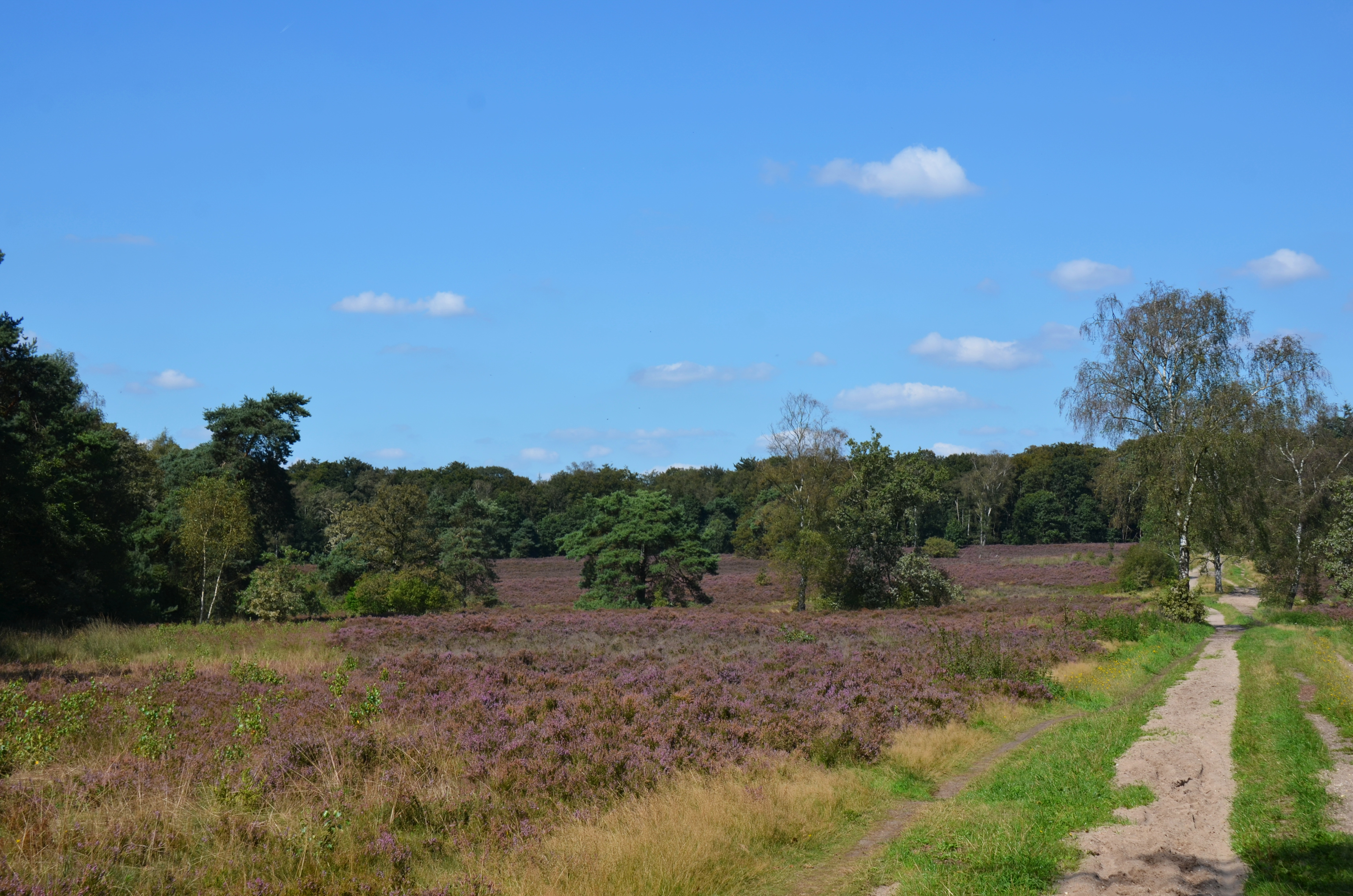
Heideveldje
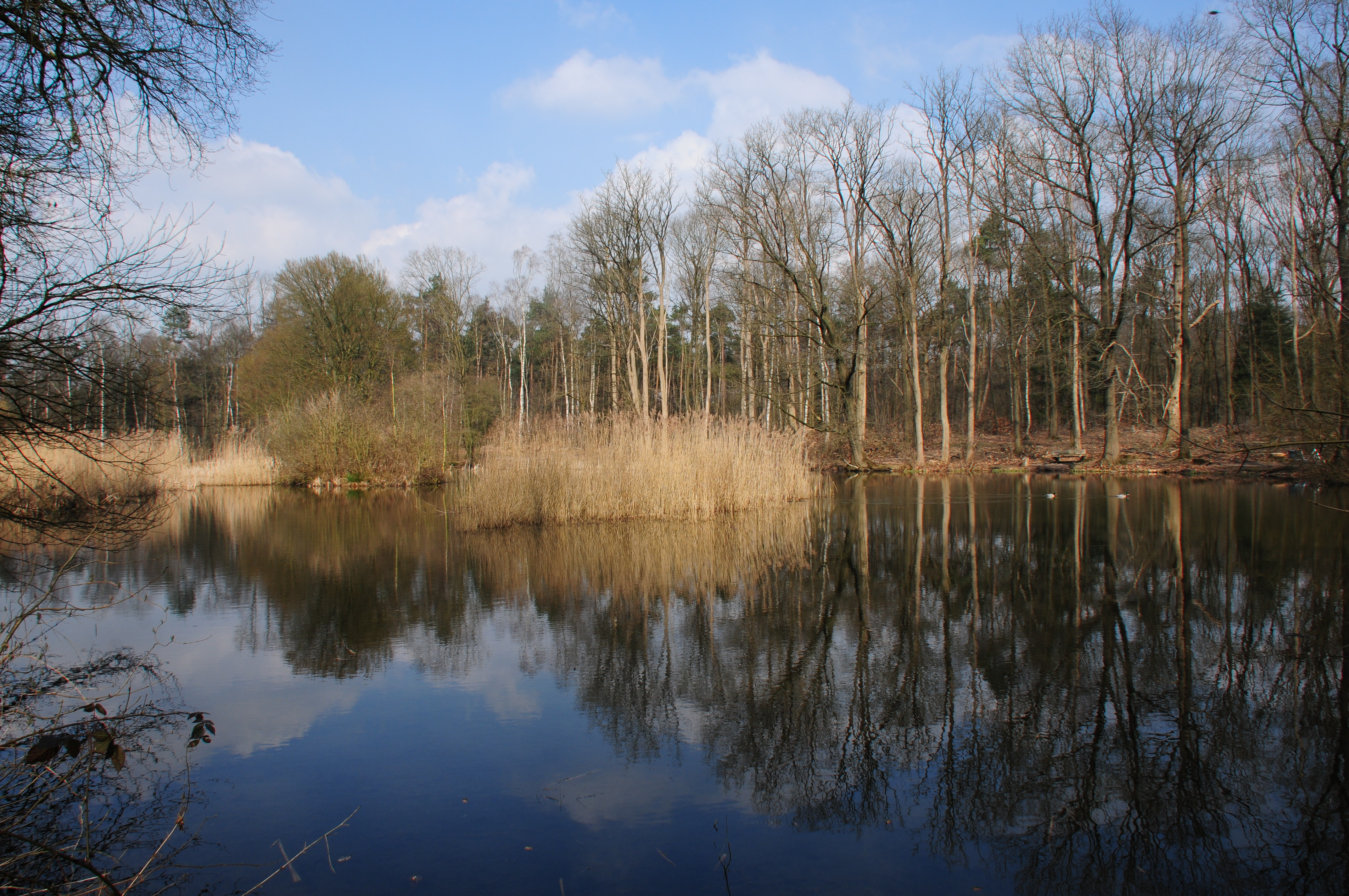
vijver met riet

Park Angerenstein · Bronbeek · Gulden Bodem · Hoogte 80 · Immerloopark · Jubileumpark · Park Klarenbeek · Lichtenbeek en Boschveld · Mariëndaal · Stadsblokken-Meinerswijk · Moscowa · Onderlangs · Park Presikhaaf · Park Sonsbeek · Warnsborn · Westerheide · Park Westerveld · Park Zypendaal